# 律修司祭
律修司祭（英語: Canon） とはカトリック教会における聖職者の位階で、特に大聖堂に附属し、その運営のある側面で責任を負う司祭職を指す。